# Guerra de Toledo
A Guerra de Toledo (1835–36), também conhecida como a Guerra Ohio-Michigan ou Guerra Michigan-Ohio, foi uma disputa territorial entre o estado norte-americano de Ohio e o Território do Michigan. Não houve vítimas nesta "guerra".
Esta disputa decorria de interpretações contraditórias das leis federais aprovadas entre 1787 e 1805, elas próprias surgidas devido às deficiências na qualidade das estimativas de delimitação geográfica na região dos Grandes Lagos. Esses problemas levaram tanto os governos do Ohio como do Território do Michigan a reivindicarem a soberania sobre uma área de 1210 km2 ao longo da sua fronteira, conhecida como a Faixa de Toledo (Toledo Strip), por incluir a cidade de Toledo. Quando o Michigan começou a pedir a entrada na União no início da década de 1830, procurou incluir a área disputada dentro das suas fronteiras, mas a delegação do Ohio ao Congresso teve a opção de bloquear a admissão do Michigan na União.
A partir de 1835 ambos os lados aprovaram leis para forçar o outro a capitular. Nem Robert Lucas, governador do Ohio, nem Stevens T. Mason, o jovem governador do Michigan, quiseram ceder a faixa, por isso convocaram milícias e ajudaram a estabelecer sanções penais para os cidadãos que se submetessem à autoridade da outra entidade. Milícias de ambos os lados foram mobilizadas e enviadas para posições junto de Maumee, perto de Toledo, mas os dois lados nunca foram além da fase de provocações. O único confronto militar da "guerra" terminou com balas disparadas para o ar, que não feriram ninguém.
Em dezembro de 1836 o governo territorial do Michigan, confrontado com uma grave crise financeira, abandonou a área sob pressão do Congresso e do presidente Andrew Jackson, e concordou com um compromisso. Em troca do abandono da faixa de Toledo, o Michigan foi reconhecido como um estado e recebeu cerca de três quartos da Península Superior. Se, na altura, este compromisso fosse considerado um mau negócio para o Michigan, a subsequente descoberta de cobre e ferro na Península Superior mais do que compensava a perda da faixa de Toledo.

## Antecedentes

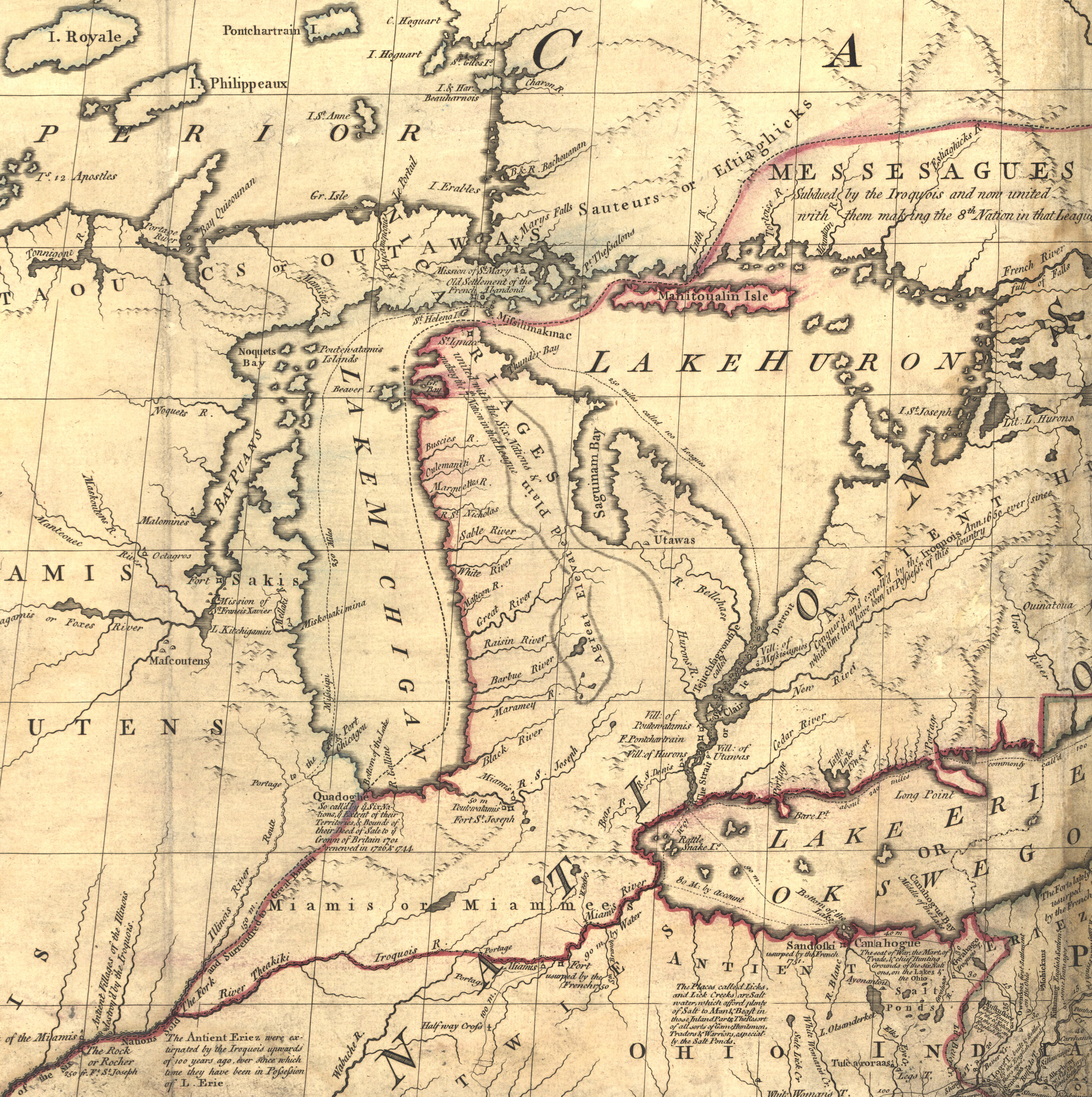
"Mapa de Mitchell" da região, do final do século XVIII, usado para criar a "Ordinance Line" de 1787. A ponta sul do Lago Michigan é mostrada como estado a norte do que o Lago Erie.

Em 1787 o Congresso da Confederação promulga a Lei Noroeste criando o Território do Noroeste, correspondente à atual região do Midwest. O texto estabelece que este território deve ser dividido entre pelo menos três e um máximo de cinco Estados. Além disso, a fronteira norte-sul para três destes estados deve ser uma linha leste-oeste traçada a partir do extremo sul do Lago Michigan.
Na altura, a posição deste extremo meridional do lago ainda é desconhecida. O Mapa de Mitchell é então o melhor mapa e coloca esta área a uma latitude semelhante à da foz do rio Detroit. Isto significaria que a costa do Lago Erie, no oeste da Pensilvânia, deveria pertencer ao que se tornará o Ohio. Quando o Congresso aprovou o Enabling Act em 1802, abrindo o processo para o Ohio se tornar um estado, a redação da fronteira norte era ligeiramente diferente da da Lei Noroeste. A partir de agora, a fronteira deve ser uma linha leste-oeste que vai para o extremo sul do Lago Michigan, correndo para leste até ao Lago Erie ou à fronteira com o Canadá, e de lá continuar através do Lago Erie para a Pensilvânia.
A fronteira com o Canadá atravessa o meio do Lago Erie antes de seguir para o rio Detroit. Esta configuração geográfica, combinada com a convicção do que era então considerado o extremo sul do Lago Michigan, levou os relatores da Constituição do Ohio de 1802 a acreditar que era intenção do Congresso que a fronteira norte do Ohio deveria ser localizada a norte da foz do rio Maumee, e talvez até mesmo a do rio Detroit. Portanto, o Ohio teria garantido o acesso à maioria ou mesmo toda a costa do Lago Erie a oeste da Pensilvânia, e qualquer novo estado fundado a partir do Território Noroeste teria acesso aos Grandes Lagos através dos Lagos Michigan, Huron e Superior.

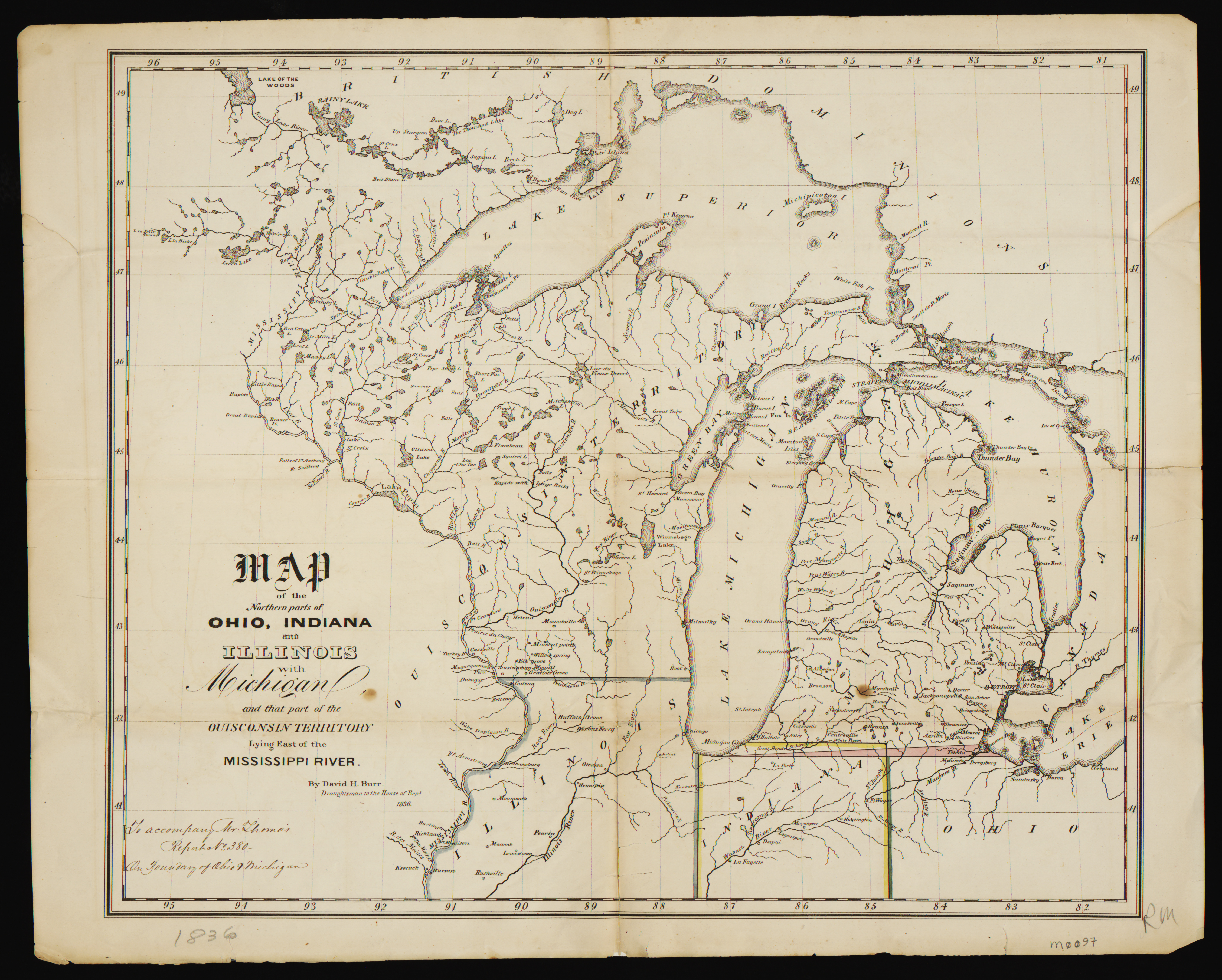
Mapa de David Burr (U.S. House Report 380), 24.º Congresso, 1.ª Sessão, mostrando a área disputada

Durante a Convenção Constitucional de Ohio de 1802, os delegados alegadamente receberam informações de um negociante de peles que o Lago Michigan se estende muito mais para sul do que previamente estimado e mapeado. Como resultado, é concebível que uma linha este-oeste, a partir do extremo leste do lago Michigan, possa atravessar o Lago Erie a leste da Baía de Maumee. Mais do que isso, pode não o encontrar. Como resultado, quanto mais ao sul o Lago Michigan se expande, menor o tamanho de Ohio, ao ponto de o estado já não ter uma frente marginal ao Lago Erie.
Para lidar com esta eventualidade, os delegados de Ohio incluem uma emenda no projeto de constituição para ter em conta a possibilidade de que a informação dada seja exata. Neste caso, a fronteira deve ser ligeiramente orientada para nordeste, de modo a cortar o Lago Erie no ponto mais a norte da Baía de Maumee. Esta alteração garante que a bacia hidrográfica do rio Maumee e toda a costa sul do Lago Erie, a oeste da Pensilvânia, será propriedade do Ohio. O projeto de constituição alterado é aceite pelo Congresso dos Estados Unidos. No entanto, antes da admissão de Ohio à União em fevereiro de 1803, este projeto foi encaminhado para uma comissão do Congresso. O relatório deste último afirma que a cláusula que define a fronteira norte de Ohio depende de certos elementos (a latitude do extremo sul do Lago Michigan) e os seus membros consideram que a alteração não deve ser considerada.

## Criação da Faixa de Toledo
A localização da fronteira foi contestada ao longo do século XIX. Os residentes de Port of Miami (agora Toledo) pedem ao governo do Ohio que resolva a disputa. Por outro lado, aprovam-se várias resoluções e pedidos ao Congresso para pôr fim ao problema. Em 1812, o Congresso aprovou uma petição pedindo uma investigação formal sobre a fronteira. Foi inicialmente adiada por causa da Guerra de 1812 e só após a admissão de Indiana à União é que os seus trabalhos poderiam começar. Edward Tiffin, o investigador-chefe, é ex-governador do Ohio. Assim, Tiffin pediu a William Harris que não examinasse a linha descrita na ordem, mas a linha descrita na Constituição de 1802. Uma vez concluída a investigação, a agora "Linha Harris" coloca a foz do rio Maumee em Ohio. No entanto, quando os resultados da investigação foram publicados, o governador do território do Michigan, Lewis Cass, foi rápido a expressar o seu descontentamento por não se basear na fronteira estabelecida pela portaria e aprovada pelo Congresso. Numa carta a Tiffin, Cass diz que a investigação tendenciosa de Ohio "só existe para fortalecer os poderosos e enfraquecer os fracos".
Em resposta, o Michigan organizou uma segunda campanha topográfica liderada por John A. Fulton. Baseia-se na linha estabelecida pela portaria de 1787 e, depois de traçar a linha de acordo com as exigências do texto, do Lago Michigan ao Lago Erie, sublinha que a fronteira norte de Ohio fica ao sul da foz do rio Maumee. A partir daí, a área entre a Linha Harris e a Linha Fulton chamava-se Toledo Strip. Esta faixa de terra entre o norte de Ohio e o sul do Michigan engloba uma área de 8 a 13 km de largura, na qual ambas as entidades afirmam manter. Enquanto o Ohio se recusava a desistir, o Michigan ocupou-o sem oposição durante vários anos, nomeando autoridades locais, construindo estradas e cobrando impostos no local.

### Importância económica
A Faixa de Toledo é uma região económica importante. Antes do arranque da indústria ferroviária, os rios e os canais eram as principais linhas de comunicação para o comércio no Midwest. Uma pequena parte da faixa (nas proximidades de Toledo e da Ilha Maumee) dentro do Grande Pântano Negro é muito inflinerável fora do mar, especialmente durante a precipitação da primavera e do verão. O rio Maumee, que flui para o Lago Erie, não é necessariamente adequado para grandes embarcações, mas fornece uma rota rápida para Fort Wayne, no Indiana. Nessa altura, havia planos para ligar o rio Mississipi aos Grandes Lagos através de vários canais. A construção de um deles (entre o Ohio e o Lago Erie) foi aprovada pela Legislatura de Ohio em 1825.
Durante o conflito sobre a Faixa de Toledo, o Canal Erie foi construído para ligar Nova Iorque e a costa leste dos Estados Unidos com os Grandes Lagos em Buffalo em 1825. Tornou-se imediatamente uma grande rota para o comércio e circulação de pessoas. O trigo e outros produtos agrícolas do Midwest podiam ser transportados de forma fácil e barata na Costa Leste, em comparação com a rota tradicional ao longo do rio Mississipi. Além disso, o movimento de colonos para o Midwest aumentou acentuadamente, transformando cidades portuárias como Buffalo em boomtowns, cidades com rápido crescimento populacional.
O êxito do Canal Erie incentivou o desenvolvimento de outros projetos de canais. Como o extremo ocidental do Lago Erie oferecia a rota continental mais curta para as fronteiras de Indiana e Illinois, o porto de Maumee torna-se um local de importância económica central. Detroit está localizada a 32 km ao norte da foz do rio Detroit no Lago Erie e sofre com o Grande Pântano Negro, que dificulta a comunicação. Como resultado, esta cidade é menos adequada para novos projetos de transporte, como canais ou caminhos de ferro, em comparação com Toledo. Como resultado, devido ao rápido desenvolvimento do Midwest nas décadas de 1820 e 1830, os estados de Michigan e Ohio estão cada vez mais preocupados com o controlo da Faixa de Toledo.
Além disso, a faixa a oeste da área de Toledo tem aptidão privilegiada para a agricultura, devido ao seu solo limoso bem drenado e fértil. A área produziu durante muitos anos grandes produtividades de milho e trigo. Michigan e Ohio queriam o que parecia estratégica e economicamente destinado a tornar-se um importante porto e uma região próspera.

## A "Guerra"
O governador Lucas, comandante-chefe da milícia do Ohio, ao lado do general John Bell e 600 milicianos bem armados, chega em 31 de março de 1832, a Perrysburg, a 16 km a sudoeste de Toledo. Pouco depois, o governador Mason e o general Brown ocupam a cidade de Toledo com um milhar de homens armados, com o intuito de iniciar a invasão da região de Toledo pelo Ohio.
Numa tentativa desesperada de evitar conflitos armados e evitar a crise política que provocaria, o Presidente dos Estados Unidos, Andrew Jackson, consulta o Procurador-Geral Benjamin Butler para o seu parecer jurídico sobre o conflito fronteiriço. Na altura, o Ohio tinha um impacto político crescente na União, enviando 19 representantes para o Congresso, além dos seus dois senadores. Michigan, por outro lado, é apenas um território e tem apenas um delegado sem direito de voto. Mais do que isso, Ohio é um swing state nas eleições presidenciais que o Partido Democrata, ainda nascente, não pode dar-se ao luxo de perder. Como resultado, Jackson acredita que o melhor interesse para o seu partido é garantir a faixa de Toledo ao Ohio.
A resposta de Butler ao pedido do Jackson é inesperada. O Procurador-Geral argumenta que, até que o Congresso decida em contrário, a faixa de Toledo é legalmente propriedade do Território de Michigan. Jackson é então confrontado com um dilema político que o força a intervir para influenciar decisivamente o resultado do conflito.
Em 3 de abril de 1835 Jackson enviou dois membros do Congresso, Richard Rush da Pensilvânia e Benjamin Chew Howard de Maryland, para Toledo, para servirem como árbitros e apresentar um compromisso aos dois adversários. No dia 7 de abril, apresentaram as suas conclusões e recomendaram que a revisão da Linha Harris começasse sem mais interrupções por parte do Michigan. Além disso, os residentes da área disputada deviam poder escolher o estado ou território em que querem viver até à decisão final do Congresso.
Lucas aceita relutantemente esta proposta e começa a desmantelar a sua milícia, acreditando que o debate acabou. Três dias depois, as eleições na região são realizadas de acordo com a lei do Ohio. No entanto, Mason recusou o acordo e continuou os seus preparativos para conflitos armados.
Durante a eleição, as autoridades do Ohio são assediadas pelas autoridades do Michigan e os residentes da faixa de Toledo são ameaçados de prisão se cumprirem a lei do Ohio. Em 8 de abril de 1835, o xerife do condado de Monroe, do Michigan, rendeu-se ao Major-Chefe Benjamin F. Stickney, um apoiante do Ohio. Durante o contacto inicial entre os apoiantes do Michigan e a família de Stickney, o xerife prendeu dois residentes de Ohio ao abrigo do Pains and Penalties Act porque votaram na eleição do Ohio.

### Batalha de Phillips Corners

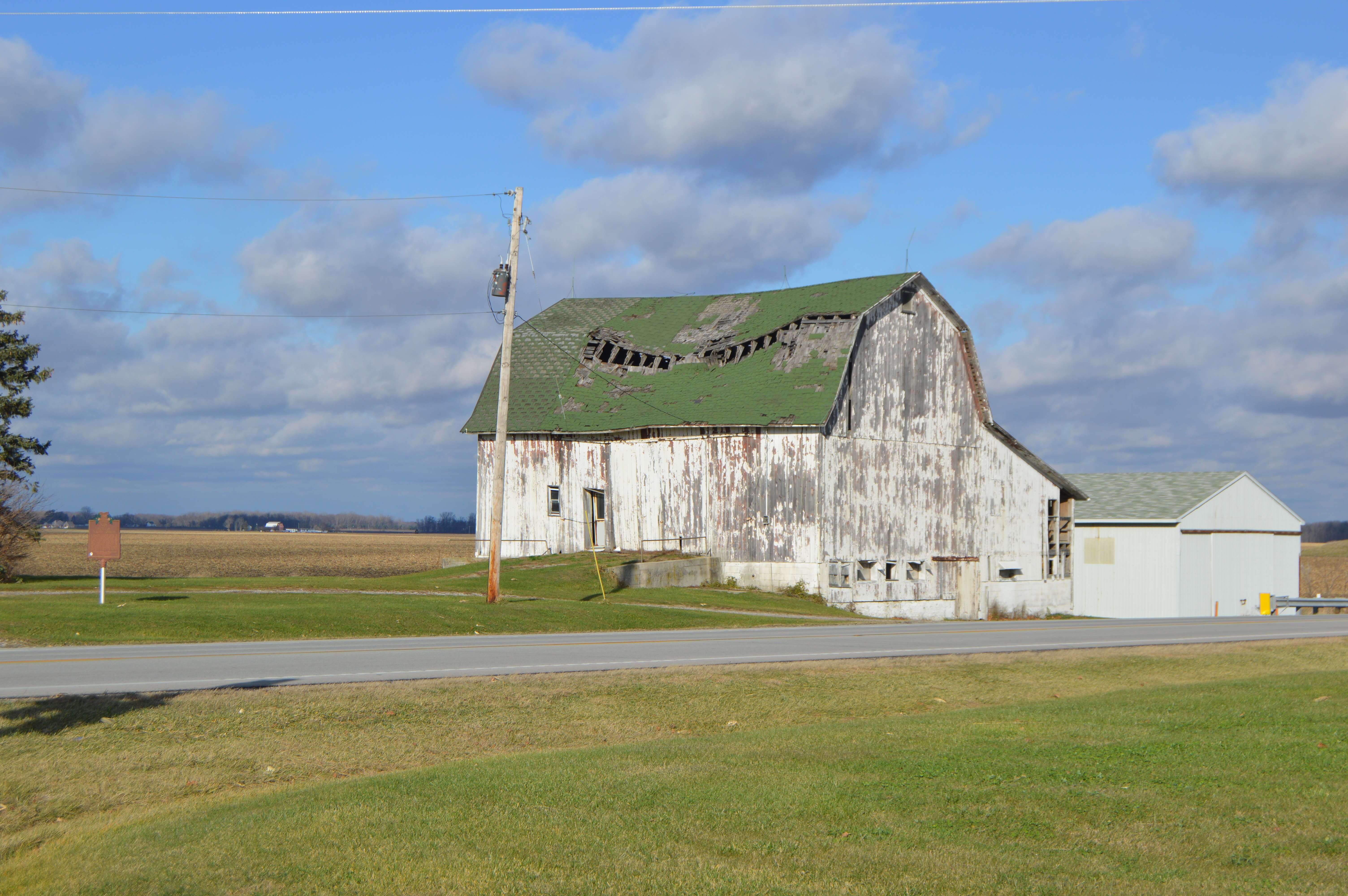
Local da batalha de Phillips Corners

Após a eleição, Lucas acredita que a ação dos membros do Congresso acalmou a situação e envia homens para delinear a Linha Harris. Tudo correu bem até 26 de abril de 1835, quando foram atacados por 50 a 60 membros da milícia de Brown, durante o que é vulgarmente conhecido como a Batalha de Phillips Corners. Às vezes o termo é usado para se referir à Guerra de Toledo. Os homens responsáveis pela demarcação da fronteira escrevem a Lucas para explicar os acontecimentos. Indicam que depois de respeitarem o descanso de domingo, os milicianos do Michigan aconselharam-nos a retirarem-se. Na perseguição que se seguiu, "nove dos nossos homens que não saíram do campo a tempo depois de terem sido atingidos pelos milicianos, entre 30 e 50 tiros, foram feitos prisioneiros e enviados para Tecumseh" Embora os detalhes da altercação não sejam claros, como os homens do Michigan dizem que não dispararam contra os enviados de Ohio, com exceção de alguns despejos no ar à medida que se retiravam, o confronto aumentou a tensão de ambos os lados e levantou receios de um verdadeiro conflito.

### Dezembro de 1835
Em resposta às acusações de milícias do Michigan alegadamente atirando em homens de Ohio, Lucas convocou uma sessão especial do Congresso do Ohio em 8 de junho de 1835. Aproveitou a oportunidade para aprovar vários atos controversos, incluindo a criação do Condado de Lucas em torno de Toledo, a criação de um tribunal de julgamento na cidade, uma lei que impede a deportação de cidadãos de Ohio da Faixa de Toledo e um orçamento de 300 mil dólares para implementar a legislação. A Legislatura de Michigan respondeu com um orçamento de 315 mil dólares para a milícia.
Em maio e junho de 1835 o Michigan publicou um projeto de constituição que previa um sistema bicameral, um supremo tribunal e outros elementos essenciais para formar um Estado viável. No entanto, o Congresso dos EUA continua relutante em conceder o estatuto de estado ao Michigan e o Presidente Jackson garante que o Michigan só pode tornar-se um Estado depois de resolvido o conflito fronteiriço.
Lucas ordenou ao seu juiz-geral, Samuel C. Andrews, que identificasse os milicianos do Michigan. Depois, descobre que dez mil voluntários estariam prontos para lutar. No entanto, esta informação revelou-se exagerada quando se dirigia para norte e pouco tempo depois, a imprensa de Michigan desafiou um milhão de milicianos de Ohio a invadir Toledo.
Em junho de 1835 Lucas enviou uma delegação incluindo o Procurador-Geral Noah Haynes Swayne, o ex-congressista William Allen e David T. Disney para Washington para falar com o Presidente Andrew Jackson. Esta delegação apresentou a posição de Ohio e exortou o Presidente a agir rapidamente para resolver o litígio.
No verão de 1835, os dois governos continuaram a sua oferta, acompanhados de escaramuças e detenções regulares. Os cidadãos do condado de Monroe unem-se para fazer detenções em Toledo. Os adeptos do Ohio, cansados do assédio que enfrentam, estão a visar os seus adversários através de processos judiciais. Apoiantes de ambos os lados espiam os xerifes de Wood County, Ohio, e Monroe County, Michigan, responsável pela segurança fronteiriça da faixa de Toledo.
Em 15 de julho de 1835, as tensões atingiram o seu clímax. No condado de Monroe, o xerife Joseph Wood viaja para Toledo para prender o major Benjamin Stickney. Os seus três filhos apoiaram-no e resistiram, levando à prisão de toda a família. Durante a luta, um dos filhos de Stickney (Two Stickney) esfaqueou Wood com um aparador de penas e fugiu para sul, para o Ohio. No entanto, a vida de Wood não está em perigo. Quando Lucas recusou o pedido de Mason para extraditar Two Stickney para ser julgado em Michigan, Mason pediu ajuda ao presidente, sugerindo que o caso fosse remetido ao Supremo Tribunal. No entanto, na altura do conflito, a jurisdição dessa jurisdição para resolver litígios fronteiriços não foi estabelecida e Jackson rejeitou o pedido. Em busca da paz, Lucas também tentou pôr fim ao conflito, enviando novamente uma delegação para solicitar uma intervenção federal.
Em agosto de 1835, a pedido dos representantes de Ohio no Congresso, o Presidente Jackson demitiu Mason como governador territorial de Michigan e substituiu-o por John S. Horner. Pouco antes desta substituição, Mason ordenou que mil mil milicianos entrassem em Toledo para impedir a abertura da primeira sessão do tribunal de julgamento estabelecido em Ohio. Se esta ideia agrada aos cidadãos do Michigan, falha. Os juízes realizam a sessão durante a noite antes de se retirarem para sul do rio Maumee, onde estão localizadas as forças do Ohio.

### ConvençãoForstbittene fim da Guerra de Toledo
Horner, o sucessor de Mason, provou ser um governador muito impopular e o seu mandato foi muito curto. O descontentamento com ele é tal que os habitantes queimam as suas efígies. Nas eleições de outubro de 1835, os eleitores aprovaram o projeto de constituição e escolheram Mason como governador. Além disso, Isaac E. Crary foi eleito o primeiro representante de Michigan no Congresso dos Estados Unidos. No entanto, devido ao litígio em curso, o Congresso recusa-se a ter o direito de votar. Por isso, senta-se como um mero delegado. Os dois senadores norte-americanos escolhidos pela legislatura estadual em novembro, Lucius Lyon e John Norwell, são ainda menos considerados. Só podem sentar-se como espectadores na galeria do Senado.

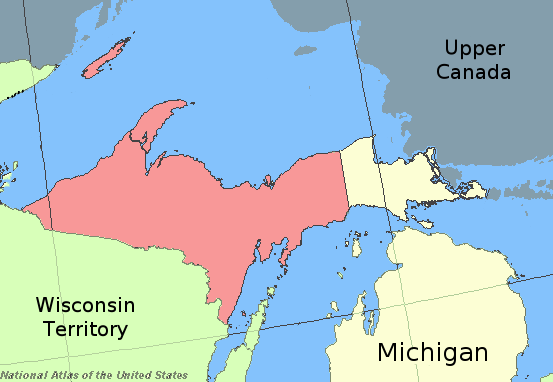
A Península Superior do Michigan, oferecida ao Michigan em compensação pelo abandono das suas reivindicações sobre a faixa de Toledo

Em 15 de junho de 1836, Jackson assinou um projeto de lei que permitiu que Michigan se tornasse um estado, assim que abandonou a sua pretensão à Banda de Toledo. Em troca desta concessão, o Michigan tem a garantia de três quartos da Península Alta (a parte mais oriental já faz parte das fronteiras do potencial estado novo). No entanto, esta região ainda muito selvagem era de pouco valor, e em setembro de 1836 uma convenção em Ann Arbor rejeitou o compromisso.
À medida que o ano avançava, a situação financeira de Michigan deteriorava-se e o território estava à beira da falência, devido ao aumento dos gastos de manutenção das milícias. O governo de Michigan deve agir quando perceber que o excedente do Tesouro Americano de 400 mil dólares (o equivalente a 231 milhões de dólares em 2015) se destina apenas a estados, não a territórios. Michigan não pode esperar ajuda financeira.
O conflito terminou de facto em 14 de dezembro de 1836, durante uma segunda convenção em Ann Arbor. Os delegados fazem uma resolução para aceitar os termos do Congresso. No entanto, a legitimidade desta convenção é questionável porque se reúne apenas por causa de numerosas convocatórias, petições e reuniões públicas, e não a pedido da Legislatura de Michigan. Consequentemente, a sua legalidade foi posta em causa. Os Whigs boicotaram a convenção e a resolução foi rejeitada e desprezada por muitos residentes do Michigan. Se o Congresso questionar a legalidade da convenção, aceita o resultado. Como resultado destas controvérsias e do frio crescente e particularmente severo na região, esta convenção é conhecida como a Convenção Frostbitten (convenção enregelada). Em 26 de janeiro de 1837 o Michigan foi finalmente admitido como o 26.º Estado da União, sem a faixa de Toledo.

## Após o conflito
A faixa de Toledo tornou-se uma parte permanente do Ohio, enquanto a Península Superior era considerada um deserto inútil por quase todos os que conheciam a área. As vastas riquezas minerais da terra eram desconhecidas dos colonos até à descoberta de cobre na Península de Keweenaw e de ferro na Península Superior Central; esta descoberta levou a um boom mineiro que durou muito tempo, até ao século XX. A perda de 2800 km2 de terras agrícolas e do porto de Toledo foi equilibrada pelo ganho de 23 mil km2 de madeira e terra rica em minérios.
As divergências de opinião sobre a localização exata do limite continuaram até que uma nova pesquisa definitiva foi realizada em 1915. O protocolo de re-inquérito exigiria normalmente que os inspetores seguissem exatamente a linha Harris, mas neste caso, os inspetores desviaram-se da linha em vários lugares. Isto impediu que a situação de certos residentes perto da fronteira estivesse sujeita a alterações na residência do Estado, ou proprietários de terrenos com parcelas de ambos os lados da fronteira. O inquérito de 1915 foi delineado por 71 marcadores de granito, de 12 polegadas (30 cm) de largura por 46 cm de altura. Após a conclusão, os governadores dos dois estados, Woodbridge N. Ferris, do Michigan, e Frank B. Willis, do Ohio, apertaram as mãos na fronteira.
Vestígios da linha original - a Ordinance Line - ainda podem ser vistos no noroeste do Ohio e no norte do Indiana. Os limites mais setentrionais dos condados de Ottawa e Wood seguem-no, bem como muitos limites da cidade nos condados de Fulton e Williams. Muitas estradas antigas norte-sul são compensadas à medida que atravessam a linha, forçando o tráfego a correr para leste enquanto viaja para norte. A linha é identificada nos mapas topográficos do United States Geological Survey como o "South [Boundary] Michigan Survey", e nos mapas de estradas do Condado de Lucas e do Condado de Fulton como "Old State Line Road".
Enquanto a fronteira em terra estava firmemente estabelecida no início do século XX, os dois estados ainda estavam em desacordo sobre o caminho da fronteira a leste, no Lago Erie. Em 1973, os dois Estados conseguiram finalmente uma audiência no Supremo Tribunal dos Estados Unidos sobre as suas reivindicações concorrentes às águas do Lago Erie. Em Michigan v. Ohio, o tribunal confirmou um relatório especial de mestre e decidiu que a fronteira entre os dois estados no Lago Erie estava inclinada para nordeste, como descrito na constituição do Estado de Ohio, e não uma linha direta leste-oeste. Uma consequência da decisão judicial foi que a pequena Ilha das Tartarugas, nos arredores da Baía de Maumee e originalmente tratada como sendo totalmente no Michigan, foi dividida entre os dois estados.
Esta decisão foi o último ajustamento fronteiriço, pondo fim a anos de debate sobre a fronteira oficial. Nos tempos modernos, embora persista uma rivalidade geral entre Michiganders e Ohioans, o conflito evidente entre os Estados limita-se principalmente à rivalidade do Estado de Michigan-Ohio no futebol americano e, em menor grau, à rivalidade entre os Detroit Tigers e os Cleveland Indians na Liga Americana de basebol. A Guerra de Toledo é citada como a origem da animosidade representada na rivalidade de hoje.

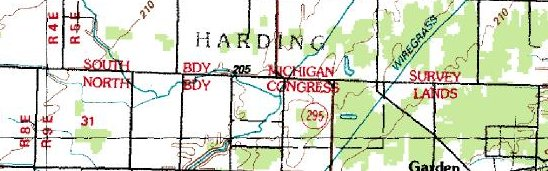
Mapa topográfico do USGS que mostra a antiga "Ordinance Line" como "South Bdy Michigan Survey".
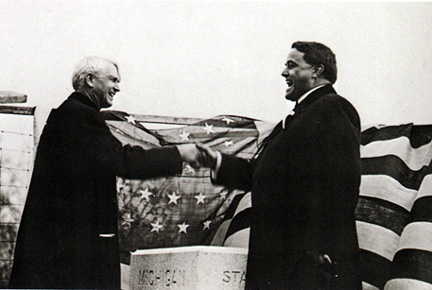
Governadores Woodbridge N. Ferris (Michigan) e Frank B. Willis (Ohio) cumprimentam-se na linha de fronteira junto aos marcos erigidos em 1915.